# 남주길
남주길(Namju-gil)은 인천광역시 미추홀구 주안동에 있는 도로로, 총 연장은 948m이다. 도로의 명칭이 유래된 것은 주안로의 남쪽에서 주안을 관통하는 도로의 이름에서 따왔다.

## 역사
- 2009년 9월 17일 : 도로명으로 남주길을 고시

## 주요 경유지
- 미추홀구
  - 주안2동

## 접촉하는 도로
- 한나루로
- 미추홀대로

## 주요 건물 및 시설
- 선경테크빌 (남주길 9/주안동 607-12)
- 샛별주택 (남주길 15/주안동 598-12)
- 대경쉐르빌 (남주길 38/주안동 704-2)
- 현대파크빌라 (남주길 42/주안동 704-14)
- 효성빌리지 (남주길 51/주안동 596-4)
- 주안소진아트빌 A동 (남주길 53/주안동 596-3)
- 주안소진아트빌 B동 (남주길 55/주안동 596-48)
- 영산연립 (남주길 58, 58-1, 62/주안동 1417-3)
- 대림맨션 (남주길 105/주안동 558-8)
- 쥬얼리빌라 (남주길 133/주안동 546-16)
- 뉴타운빌 (남주길 135/주안동 546-21)
- 힐스테이트 푸르지오 주안 (남주길 150/주안동 1452-2)
- 황토빌리지 B동 (남주길 165/주안동 491-6)
- 황토빌리지 A동 (남주길 167/주안동 491-20)

## 같이 보기
- 주안로
- 동주길